# Kalkiana bambusa
Kalkiana bambusa är en insektsart som beskrevs av Sohi, Viraktamath och Irena Dworakowska 1980. Kalkiana bambusa ingår i släktet Kalkiana och familjen dvärgstritar. Inga underarter finns listade i Catalogue of Life.